# 二氢猕猴桃内酯
二氢猕猴桃内酯（英語：Dihydroactinidiolide）分子式C11H16O2，是一种挥发性萜烯，带有茶叶味道和芳香味，可在红茶、胡芦巴、火蟻、芒果、烟叶等动植物中发现，也可人工合成，同时也是入侵红火蚁（俗称“红火蚁”，学名：Solenopsis invicta）等许多昆虫的信息素。